# Bryan Adams/Diskografie
Diese Diskografie ist eine Übersicht über die musikalischen Werke des kanadischen Rockmusikers Bryan Adams. Den Quellenangaben zufolge hat er bisher mehr als 100 Millionen Tonträger verkauft, damit zählt er zu den Interpreten mit den meisten verkauften Tonträgern weltweit. In seiner Heimat konnte er bislang mehr als 23,6 Millionen Tonträger vertreiben. In Deutschland zählt er mit über 5,1 Millionen verkauften Einheiten zu den Musikern mit den meisten Tonträgerverkäufen des Landes. Seine erfolgreichste Veröffentlichung ist das sechste Studioalbum Waking Up the Neighbours mit über 16 Millionen verkauften Einheiten. In Deutschland ist die Kompilation So Far So Good seine erfolgreichste Veröffentlichung und zählt als Millionenseller zu den meistverkauften Musikalben des Landes.

## Alben

### Studioalben
| Jahr | Titel Musiklabel                                | Höchstplatzierung, Gesamtwochen, AuszeichnungChartplatzierungen (Jahr, Titel, Musiklabel, Platzierungen, Wochen, Auszeichnungen, Anmerkungen) | Höchstplatzierung, Gesamtwochen, AuszeichnungChartplatzierungen (Jahr, Titel, Musiklabel, Platzierungen, Wochen, Auszeichnungen, Anmerkungen) | Höchstplatzierung, Gesamtwochen, AuszeichnungChartplatzierungen (Jahr, Titel, Musiklabel, Platzierungen, Wochen, Auszeichnungen, Anmerkungen) | Höchstplatzierung, Gesamtwochen, AuszeichnungChartplatzierungen (Jahr, Titel, Musiklabel, Platzierungen, Wochen, Auszeichnungen, Anmerkungen) | Höchstplatzierung, Gesamtwochen, AuszeichnungChartplatzierungen (Jahr, Titel, Musiklabel, Platzierungen, Wochen, Auszeichnungen, Anmerkungen) | Höchstplatzierung, Gesamtwochen, AuszeichnungChartplatzierungen (Jahr, Titel, Musiklabel, Platzierungen, Wochen, Auszeichnungen, Anmerkungen) | Anmerkungen |
| Jahr | Titel Musiklabel                                | DE | AT | CH | UK | US | CA | Anmerkungen |
| ---- | ----------------------------------------------- | --- | --- | --- | --- | --- | --- | --- |
| 1980 | Bryan Adams A&M Records (A&M)                   | — | — | — | — | — | CA69 (17 Wo.)CA | Erstveröffentlichung: 12. Februar 1980                                                                                    |
| 1981 | You Want It You Got It A&M Records (A&M)        | — | — | — | UK78 (5 Wo.)UK | US118 (13 Wo.)US | CA50 Gold · (3 Wo.)CA | Erstveröffentlichung: 21. Juli 1981 Verkäufe: + 50.000 in UK erst 1985 platziert                                          |
| 1983 | Cuts Like a Knife A&M Records (A&M)             | DE24 (7 Wo.)DE | — | CH— GoldCH | UK21 Silber · (6 Wo.)UK | US8 Platin · (89 Wo.)US | CA8 ×3Dreifachplatin · (57 Wo.)CA | Erstveröffentlichung: 18. Januar 1983 Verkäufe: + 1.430.000 in UK erst 1986 platziert                                     |
| 1984 | Reckless A&M Records (A&M)                      | DE19 Gold · (61 Wo.)DE | AT— GoldAT | CH10 Platin · (17 Wo.)CH | UK7 ×3Dreifachplatin · (118 Wo.)UK | US1 ×5Fünffachplatin · (83 Wo.)US | CA1 Diamant + Platin · (83 Wo.)CA | Erstveröffentlichung: 5. November 1984 Verkäufe: + 7.690.000 Wiederveröffentlichung Remastered Edition: 10. November 2014 |
| 1987 | Into the Fire A&M Records (A&M)                 | DE7 (22 Wo.)DE | AT13 (8 Wo.)AT | CH4 Platin · (13 Wo.)CH | UK10 Gold · (21 Wo.)UK | US7 Platin · (33 Wo.)US | CA2 ×3Dreifachplatin · (33 Wo.)CA | Erstveröffentlichung: 30. März 1987 Verkäufe: + 1.460.000                                                                 |
| 1991 | Waking Up the Neighbours A&M Records (Polygram) | DE1 Platin · (50 Wo.)DE | AT1 Platin · (21 Wo.)AT | CH1 ×4Vierfachplatin · (30 Wo.)CH | UK1 ×3Dreifachplatin · (54 Wo.)UK | US6 ×4Vierfachplatin · (75 Wo.)US | CA1 Diamant · (69 Wo.)CA | Erstveröffentlichung: 24. September 1991 Verkäufe: + 16.000.000                                                           |
| 1996 | 18 til I Die A&M Records (Polygram)             | DE4 Gold · (40 Wo.)DE | AT2 Gold · (18 Wo.)AT | CH2 Platin · (25 Wo.)CH | UK1 ×2Doppelplatin · (47 Wo.)UK | US31 Platin · (50 Wo.)US | CA4 ×3Dreifachplatin · (32 Wo.)CA | Erstveröffentlichung: 4. Juni 1996 Verkäufe: + 5.000.000                                                                  |
| 1998 | On a Day Like Today A&M Records (Polygram)      | DE5 Gold · (50 Wo.)DE | AT4 Gold · (29 Wo.)AT | CH2 Platin · (37 Wo.)CH | UK11 Gold · (40 Wo.)UK | US103 (2 Wo.)US | CA7 ×2Doppelplatin · (41 Wo.)CA | Erstveröffentlichung: 26. Oktober 1998 Verkäufe: + 1.300.000                                                              |
| 2004 | Room Service Polydor (UMG)                      | DE1 Gold · (21 Wo.)DE | AT3 (7 Wo.)AT | CH1 Gold · (19 Wo.)CH | UK4 Gold · (6 Wo.)UK | US134 (1 Wo.)US | CA2 Platin · (9 Wo.)CA | Erstveröffentlichung: 10. September 2004 Verkäufe: + 330.000                                                              |
| 2008 | 11 Polydor (UMG)                                | DE2 (14 Wo.)DE | AT2 (10 Wo.)AT | CH1 Gold · (13 Wo.)CH | UK6 Silber · (6 Wo.)UK | US80 (1 Wo.)US | CA1 (6 Wo.)CA | Erstveröffentlichung: 14. März 2008 Verkäufe: + 90.000                                                                    |
| 2014 | Tracks of My Years Polydor (UMG)                | DE5 (6 Wo.)DE | AT5 (3 Wo.)AT | CH6 (7 Wo.)CH | UK11 (3 Wo.)UK | US89 (1 Wo.)US | CA1 Gold · (7 Wo.)CA | Erstveröffentlichung: 30. September 2014 Verkäufe: + 40.000                                                               |
| 2015 | Get Up Polydor (UMG)                            | DE3 (12 Wo.)DE | AT4 (7 Wo.)AT | CH1 (15 Wo.)CH | UK2 Silber · (18 Wo.)UK | US99 (1 Wo.)US | CA8 (7 Wo.)CA | Erstveröffentlichung: 2. Oktober 2015 Verkäufe: + 60.000                                                                  |
| 2019 | Shine a Light Polydor (UMG)                     | DE3 (13 Wo.)DE | AT2 (4 Wo.)AT | CH2 (11 Wo.)CH | UK2 (4 Wo.)UK | — | CA1 Gold · (6 Wo.)CA | Erstveröffentlichung: 1. März 2019 Verkäufe: + 63.000                                                                     |
| 2022 | So Happy It Hurts BMG Rights Management (BMG)   | DE2 (6 Wo.)DE | AT3 (4 Wo.)AT | CH2 (12 Wo.)CH | UK3 (2 Wo.)UK | — | CA2 (1 Wo.)CA | Erstveröffentlichung: 11. März 2022                                                                                       |

grau schraffiert: keine Chartdaten aus diesem Jahr verfügbar

### Livealben
| Jahr | Titel Musiklabel                                               | Höchstplatzierung, Gesamtwochen, AuszeichnungChartplatzierungen (Jahr, Titel, Musiklabel, Platzierungen, Wochen, Auszeichnungen, Anmerkungen) | Höchstplatzierung, Gesamtwochen, AuszeichnungChartplatzierungen (Jahr, Titel, Musiklabel, Platzierungen, Wochen, Auszeichnungen, Anmerkungen) | Höchstplatzierung, Gesamtwochen, AuszeichnungChartplatzierungen (Jahr, Titel, Musiklabel, Platzierungen, Wochen, Auszeichnungen, Anmerkungen) | Höchstplatzierung, Gesamtwochen, AuszeichnungChartplatzierungen (Jahr, Titel, Musiklabel, Platzierungen, Wochen, Auszeichnungen, Anmerkungen) | Höchstplatzierung, Gesamtwochen, AuszeichnungChartplatzierungen (Jahr, Titel, Musiklabel, Platzierungen, Wochen, Auszeichnungen, Anmerkungen) | Höchstplatzierung, Gesamtwochen, AuszeichnungChartplatzierungen (Jahr, Titel, Musiklabel, Platzierungen, Wochen, Auszeichnungen, Anmerkungen) | Anmerkungen                                                                  |
| Jahr | Titel Musiklabel                                               | DE | AT | CH | UK | US | CA | Anmerkungen                                                                  |
| ---- | -------------------------------------------------------------- | --- | --- | --- | --- | --- | --- | ---------------------------------------------------------------------------- |
| 1988 | Live! Live! Live! A&M Records (A&M)                            | DE26 (10 Wo.)DE | AT17 (6 Wo.)AT | CH21 (5 Wo.)CH | UK17 Silber · (5 Wo.)UK | — | CA— GoldCA | Erstveröffentlichung: 27. Dezember 1988 Verkäufe: + 117.500                  |
| 1997 | MTV Unplugged A&M Records (Polygram)                           | DE8 Gold · (33 Wo.)DE | AT7 Gold · (16 Wo.)AT | CH3 Platin · (25 Wo.)CH | UK19 Platin · (28 Wo.)UK | US88 (14 Wo.)US | CA9 (33 Wo.)CA | Erstveröffentlichung: 9. Dezember 1997 Verkäufe: + 2.172.500                 |
| 2001 | Do to You What You Do to Me A&M Records (UMG)                  | — | — | — | — | — | — | Erstveröffentlichung: 2001 Live in Mumbai                                    |
| 2003 | Live at the Budokan A&M Records (UMG)                          | — | — | — | — | — | — | Erstveröffentlichung: 2003 live aus der Nippon Budokan Hall in Tokio (Japan) |
| 2010 | Bare Bones Polydor (UMG)                                       | DE28 (6 Wo.)DE | AT19 (5 Wo.)AT | CH20 (8 Wo.)CH | UK35 (2 Wo.)UK | — | CA18 Gold · (7 Wo.)CA | Erstveröffentlichung: 16. November 2010 Verkäufe: + 60.000 Akustik-Livealbum |
| 2013 | The Bare Bones Tour – Live at Sydney Opera House Polydor (UMG) | DE38 (1 Wo.)DE | — | CH3 (3 Wo.)CH | — | — | — | Erstveröffentlichung: 30. August 2013 auch als Videoalbum veröffentlicht     |
| 2017 | Wembley 1996: Live Eagle Records (UMG)                         | — | — | — | — | — | — | Erstveröffentlichung: 30. Juni 2017 auch als Videoalbum veröffentlicht       |

### Kompilationen
| Jahr | Titel Musiklabel                      | Höchstplatzierung, Gesamtwochen, AuszeichnungChartplatzierungen (Jahr, Titel, Musiklabel, Platzierungen, Wochen, Auszeichnungen, Anmerkungen) | Höchstplatzierung, Gesamtwochen, AuszeichnungChartplatzierungen (Jahr, Titel, Musiklabel, Platzierungen, Wochen, Auszeichnungen, Anmerkungen) | Höchstplatzierung, Gesamtwochen, AuszeichnungChartplatzierungen (Jahr, Titel, Musiklabel, Platzierungen, Wochen, Auszeichnungen, Anmerkungen) | Höchstplatzierung, Gesamtwochen, AuszeichnungChartplatzierungen (Jahr, Titel, Musiklabel, Platzierungen, Wochen, Auszeichnungen, Anmerkungen) | Höchstplatzierung, Gesamtwochen, AuszeichnungChartplatzierungen (Jahr, Titel, Musiklabel, Platzierungen, Wochen, Auszeichnungen, Anmerkungen) | Höchstplatzierung, Gesamtwochen, AuszeichnungChartplatzierungen (Jahr, Titel, Musiklabel, Platzierungen, Wochen, Auszeichnungen, Anmerkungen) | Anmerkungen                                                   |
| Jahr | Titel Musiklabel                      | DE | AT | CH | UK | US | CA | Anmerkungen                                                   |
| ---- | ------------------------------------- | --- | --- | --- | --- | --- | --- | ------------------------------------------------------------- |
| 1993 | So Far So Good A&M Records (Polygram) | DE1 ×2Doppelplatin · (81 Wo.)DE | AT1 ×2Doppelplatin · (33 Wo.)AT | CH1 ×4Vierfachplatin · (46 Wo.)CH | UK1 ×3Dreifachplatin · (93 Wo.)UK | US6 ×5Fünffachplatin · (66 Wo.)US | CA2 ×5Fünffachplatin · (39 Wo.)CA | Erstveröffentlichung: 2. November 1993 Verkäufe: + 13.000.000 |
| 1999 | The Best of Me A&M Records (Polygram) | DE7 Gold · (30 Wo.)DE | AT4 Gold · (30 Wo.)AT | CH3 Platin · (28 Wo.)CH | UK12 ×3Dreifachplatin · (60 Wo.)UK | — | CA7 ×3Dreifachplatin · (24 Wo.)CA | Erstveröffentlichung: 15. November 1999 Verkäufe: + 2.415.000 |
| 2005 | Anthology Polydor (UMG)               | DE30 Gold · (8 Wo.)DE | AT28 (9 Wo.)AT | CH39 (12 Wo.)CH | UK29 Platin · (13 Wo.)UK | US65 (4 Wo.)US | CA4 ×2Doppelplatin · (33 Wo.)CA | Erstveröffentlichung: 18. Oktober 2005 Verkäufe: + 610.000    |
| 2017 | Ultimate Polydor (UMG)                | — | — | CH52 (4 Wo.)CH | UK11 Gold · (12 Wo.)UK | — | CA80 (3 Wo.)CA | Erstveröffentlichung: 3. November 2017 Verkäufe: + 100.000    |

### Soundtracks
| Jahr | Titel Musiklabel                                             | Höchstplatzierung, Gesamtwochen, AuszeichnungChartplatzierungen (Jahr, Titel, Musiklabel, Platzierungen, Wochen, Auszeichnungen, Anmerkungen) | Höchstplatzierung, Gesamtwochen, AuszeichnungChartplatzierungen (Jahr, Titel, Musiklabel, Platzierungen, Wochen, Auszeichnungen, Anmerkungen) | Höchstplatzierung, Gesamtwochen, AuszeichnungChartplatzierungen (Jahr, Titel, Musiklabel, Platzierungen, Wochen, Auszeichnungen, Anmerkungen) | Höchstplatzierung, Gesamtwochen, AuszeichnungChartplatzierungen (Jahr, Titel, Musiklabel, Platzierungen, Wochen, Auszeichnungen, Anmerkungen) | Höchstplatzierung, Gesamtwochen, AuszeichnungChartplatzierungen (Jahr, Titel, Musiklabel, Platzierungen, Wochen, Auszeichnungen, Anmerkungen) | Höchstplatzierung, Gesamtwochen, AuszeichnungChartplatzierungen (Jahr, Titel, Musiklabel, Platzierungen, Wochen, Auszeichnungen, Anmerkungen) | Anmerkungen |
| Jahr | Titel Musiklabel                                             | DE | AT | CH | UK | US | CA | Anmerkungen |
| ---- | ------------------------------------------------------------ | --- | --- | --- | --- | --- | --- | --- |
| 2002 | Spirit – Stallion of the Cimarron (O.S.T.) A&M Records (UMG) | DE7 (18 Wo.)DE | AT6 (13 Wo.)AT | CH6 Gold · (26 Wo.)CH | UK8 Gold · (6 Wo.)UK | US40 Gold · (24 Wo.)US | CA77 (11 Wo.)CA | Erstveröffentlichung: 4. März 2002 mit Hans Zimmer Verkäufe: + 630.000 Soundtrack zum Film Spirit – Der wilde Mustang |
| 2022 | Pretty Woman – The Musical BMG Rights Management (BMG)       | — | — | — | — | — | — | Erstveröffentlichung: 4. März 2022                                                                                    |

### EPs
| Jahr | Titel Musiklabel                       | Höchstplatzierung, Gesamtwochen, AuszeichnungChartplatzierungen (Jahr, Titel, Musiklabel, Platzierungen, Wochen, Auszeichnungen, Anmerkungen) | Höchstplatzierung, Gesamtwochen, AuszeichnungChartplatzierungen (Jahr, Titel, Musiklabel, Platzierungen, Wochen, Auszeichnungen, Anmerkungen) | Höchstplatzierung, Gesamtwochen, AuszeichnungChartplatzierungen (Jahr, Titel, Musiklabel, Platzierungen, Wochen, Auszeichnungen, Anmerkungen) | Höchstplatzierung, Gesamtwochen, AuszeichnungChartplatzierungen (Jahr, Titel, Musiklabel, Platzierungen, Wochen, Auszeichnungen, Anmerkungen) | Höchstplatzierung, Gesamtwochen, AuszeichnungChartplatzierungen (Jahr, Titel, Musiklabel, Platzierungen, Wochen, Auszeichnungen, Anmerkungen) | Höchstplatzierung, Gesamtwochen, AuszeichnungChartplatzierungen (Jahr, Titel, Musiklabel, Platzierungen, Wochen, Auszeichnungen, Anmerkungen) | Anmerkungen                                                                           |
| Jahr | Titel Musiklabel                       | DE | AT | CH | UK | US | CA | Anmerkungen                                                                           |
| ---- | -------------------------------------- | --- | --- | --- | --- | --- | --- | ------------------------------------------------------------------------------------- |
| 1985 | Diana A&M Records (A&M)                | — | — | — | — | — | CA— PlatinCA | Erstveröffentlichung: 1985                                                            |
| 1992 | The Live Volume A&M Records (Polygram) | — | — | — | — | — | — | Erstveröffentlichung: 21. Dezember 1992 Bonus-CD zu Waking Up the Neighbours in Japan |
| 2019 | Christmas Polydor (UMG)                | — | — | — | — | — | CA80 (1 Wo.)CA | Erstveröffentlichung: 15. November 2019                                               |
| 2022 | Classic Badams Music                   | DE41 (1 Wo.)DE | — | — | — | — | — | Erstveröffentlichung: 1. April 2022                                                   |
| 2022 | Classic Part 2 Badams Music            | — | — | — | — | — | — | Erstveröffentlichung: 29. Juli 2022                                                   |

## Singles

### Als Leadmusiker
| Jahr | Titel Album                                                  | Höchstplatzierung, Gesamtwochen, AuszeichnungChartplatzierungen (Jahr, Titel, Album, Platzierungen, Wochen, Auszeichnungen, Anmerkungen) | Höchstplatzierung, Gesamtwochen, AuszeichnungChartplatzierungen (Jahr, Titel, Album, Platzierungen, Wochen, Auszeichnungen, Anmerkungen) | Höchstplatzierung, Gesamtwochen, AuszeichnungChartplatzierungen (Jahr, Titel, Album, Platzierungen, Wochen, Auszeichnungen, Anmerkungen) | Höchstplatzierung, Gesamtwochen, AuszeichnungChartplatzierungen (Jahr, Titel, Album, Platzierungen, Wochen, Auszeichnungen, Anmerkungen) | Höchstplatzierung, Gesamtwochen, AuszeichnungChartplatzierungen (Jahr, Titel, Album, Platzierungen, Wochen, Auszeichnungen, Anmerkungen) | Höchstplatzierung, Gesamtwochen, AuszeichnungChartplatzierungen (Jahr, Titel, Album, Platzierungen, Wochen, Auszeichnungen, Anmerkungen) | Anmerkungen                                                                                  | [↑]: gemeinsam behandelt mit vorhergehendem Eintrag; [←]: in beiden Charts platziert |
| Jahr | Titel Album                                                  | DE | AT | CH | UK | US | CA | Anmerkungen                                                                                  |                                                                                      |
| ---- | ------------------------------------------------------------ | --- | --- | --- | --- | --- | --- | -------------------------------------------------------------------------------------------- | ------------------------------------------------------------------------------------ |
| 1979 | Let Me Take You Dancing –                                    | — | — | — | — | — | — | Erstveröffentlichung: 3. April 1979                                                          |                                                                                      |
| 1980 | Hidin’ From Love Bryan Adams                                 | — | — | — | — | — | CA64 (15 Wo.)CA | Erstveröffentlichung: 24. März 1980                                                          |                                                                                      |
| 1980 | Give Me Your Love Bryan Adams                                | — | — | — | — | — | CA91 (5 Wo.)CA | Erstveröffentlichung: Mai 1980                                                               |                                                                                      |
| 1981 | Lonely Nights You Want It, You Got It                        | — | — | — | — | US84 (2 Wo.)US | — | Erstveröffentlichung: August 1981                                                            |                                                                                      |
| 1982 | Coming Home You Want It, You Got It                          | — | — | — | — | — | CA30 (7 Wo.)CA | Erstveröffentlichung: 11. Januar 1982 B-Seite: Fits Ya Good                                  |                                                                                      |
| 1983 | Cuts Like a Knife                                            | — | — | — | — | US15 (14 Wo.)US | CA12 (14 Wo.)CA | Erstveröffentlichung: 23. Januar 1983                                                        |                                                                                      |
| 1983 | Straight from the Heart Cuts Like a Knife                    | — | — | — | UK51 (3 Wo.)UK | US10 (19 Wo.)US | CA20 (15 Wo.)CA | Erstveröffentlichung: 7. März 1983                                                           |                                                                                      |
| 1983 | This Time Cuts Like a Knife                                  | — | — | — | UK41 (7 Wo.)UK | US24 (12 Wo.)US | CA32 (9 Wo.)CA | Erstveröffentlichung: 14. Juli 1983                                                          |                                                                                      |
| 1983 | The Best Was Yet To Come Cuts Like a Knife                   | — | — | — | — | — | — | Erstveröffentlichung: 6. Dezember 1983                                                       |                                                                                      |
| 1984 | One Night Love Affair Reckless                               | — | — | — | — | US13 (15 Wo.)US | CA19 (16 Wo.)CA | Erstveröffentlichung: 21. August 1984                                                        |                                                                                      |
| 1984 | Run to You Reckless                                          | — | — | — | UK11 Platin · (13 Wo.)UK | US6 (19 Wo.)US | CA4 Gold · (23 Wo.)CA | Erstveröffentlichung: 31. Oktober 1984                                                       |                                                                                      |
| 1985 | Somebody Reckless                                            | — | — | — | UK35 (7 Wo.)UK | US11 (17 Wo.)US | CA13 (21 Wo.)CA | Erstveröffentlichung: 25. Januar 1985                                                        |                                                                                      |
| 1985 | Heaven Reckless                                              | DE28 (10 Wo.)DE | — | CH14 (8 Wo.)CH | UK38 Platin · (5 Wo.)UK | US1 (19 Wo.)US | CA11 Gold · (21 Wo.)CA | Erstveröffentlichung: 1. April 1985                                                          |                                                                                      |
| 1985 | Summer of ’69 Reckless                                       | DE62 ×3Dreifachgold · (7 Wo.)DE | AT17 (12 Wo.)AT | — | UK42 ×5Fünffachplatin · (16 Wo.)UK | US5 (17 Wo.)US | CA11 (21 Wo.)CA | Erstveröffentlichung: 17. Juni 1985                                                          |                                                                                      |
| 1985 | It’s Only Love Reckless                                      | DE44 (8 Wo.)DE | AT30 (2 Wo.)AT | CH16 (8 Wo.)CH | UK29 (8 Wo.)UK | US15 (14 Wo.)US | CA14 (15 Wo.)CA | Erstveröffentlichung: 21. Oktober 1985 mit Tina Turner                                       |                                                                                      |
| 1985 | Christmas Time –                                             | DE14 Gold · (37 Wo.)DE | AT17 (31 Wo.)AT | CH18 (13 Wo.)CH | UK55 (3 Wo.)UK | — | CA— PlatinCA | Erstveröffentlichung: 2. Dezember 1985 Charteinstieg AT: 2010                                |                                                                                      |
| 1987 | Heat of the Night Into the Fire                              | DE33 (9 Wo.)DE | — | CH17 (5 Wo.)CH | UK50 (3 Wo.)UK | US6 (16 Wo.)US | CA7 Gold · (16 Wo.)CA | Erstveröffentlichung: 16. März 1987                                                          |                                                                                      |
| 1987 | Hearts on Fire Into the Fire                                 | — | — | — | UK57 (4 Wo.)UK | US26 (13 Wo.)US | CA25 (14 Wo.)CA | Erstveröffentlichung: Juni 1987                                                              |                                                                                      |
| 1987 | Victim of Love Into the Fire                                 | — | — | — | UK68 (3 Wo.)UK | US32 (12 Wo.)US | CA49 (12 Wo.)CA | Erstveröffentlichung: 6. August 1987                                                         |                                                                                      |
| 1987 | Only the Strong Survive Into the Fire                        | — | — | — | — | — | CA64 (7 Wo.)CA | Erstveröffentlichung: 16. Dezember 1987                                                      |                                                                                      |
| 1991 | (Everything I Do) I Do It for You Waking Up the Neighbours   | DE1 Platin · (33 Wo.)DE | AT1 Platin · (28 Wo.)AT | CH1 (33 Wo.)CH | UK1 ×2Doppelplatin · (25 Wo.)UK | US1 ×3Dreifachplatin · (21 Wo.)US | CA1 ×2Doppelplatin · (21 Wo.)CA | Erstveröffentlichung: 18. Juni 1991                                                          |                                                                                      |
| 1991 | Can’t Stop This Thing We Started Waking Up the Neighbours    | DE14 (19 Wo.)DE | AT14 (10 Wo.)AT | CH8 (8 Wo.)CH | UK12 (6 Wo.)UK | US2 Gold · (20 Wo.)US | CA1 Gold · (19 Wo.)CA | Erstveröffentlichung: 1. August 1991                                                         |                                                                                      |
| 1991 | There Will Never Be Another Tonight Waking Up the Neighbours | — | — | — | UK32 (3 Wo.)UK | US31 (15 Wo.)US | CA2 (14 Wo.)CA | Erstveröffentlichung: 10. November 1991                                                      |                                                                                      |
| 1992 | Thought I’d Died and Gone to Heaven Waking Up the Neighbours | DE47 (9 Wo.)DE | — | — | UK8 (7 Wo.)UK | US13 (20 Wo.)US | CA1 (18 Wo.)CA | Erstveröffentlichung: 10. Februar 1992                                                       |                                                                                      |
| 1992 | Touch the Hand Waking Up the Neighbours                      | — | — | — | — | — | CA38 (11 Wo.)CA | Erstveröffentlichung: Mai 1992                                                               |                                                                                      |
| 1992 | All I Want Is You Waking Up the Neighbours                   | — | — | — | UK22 (5 Wo.)UK | — | — | Erstveröffentlichung: Juni 1992                                                              |                                                                                      |
| 1992 | Do I Have to Say the Words? Waking Up the Neighbours         | DE75 (5 Wo.)DE | — | — | UK30 (3 Wo.)UK | US11 (20 Wo.)US | CA2 (20 Wo.)CA | Erstveröffentlichung: 31. Juli 1992                                                          |                                                                                      |
| 1992 | Is Your Mama Gonna Miss Ya? Waking Up the Neighbours         | — | — | — | — | — | CA36 (8 Wo.)CA | Erstveröffentlichung: Dezember 1992                                                          |                                                                                      |
| 1993 | Please Forgive Me So Far So Good                             | DE3 Gold · (25 Wo.)DE | AT2 Gold · (19 Wo.)AT | CH2 (29 Wo.)CH | UK2 Gold · (16 Wo.)UK | US7 (28 Wo.)US | CA1 (19 Wo.)CA | Erstveröffentlichung: 15. Oktober 1993                                                       |                                                                                      |
| 1993 | All for Love The Three Musketeers OST                        | DE1 Gold · (25 Wo.)DE | AT1 Gold · (18 Wo.)AT | CH1 (27 Wo.)CH | UK2 Silber · (13 Wo.)UK | US1 Platin · (22 Wo.)US | CA1 (22 Wo.)CA | Erstveröffentlichung: November 1993 mit Rod Stewart & Sting                                  |                                                                                      |
| 1995 | Have You Ever Really Loved a Woman? 18 Til I Die             | DE3 Gold · (31 Wo.)DE | AT1 Gold · (26 Wo.)AT | CH1 Gold · (39 Wo.)CH | UK4 Silber · (9 Wo.)UK | US1 (24 Wo.)US | CA1 (26 Wo.)CA | Erstveröffentlichung: 4. April 1995                                                          |                                                                                      |
| 1995 | Low Life –[DE: ↑][AT: ↑][CH: ↑][UK: ↑][US: ↑]                | DE3 Gold · (31 Wo.)DE | AT1 Gold · (26 Wo.)AT | CH1 Gold · (39 Wo.)CH | UK4 Silber · (9 Wo.)UK | US1 (24 Wo.)US | CA13 (15 Wo.)CA | Erstveröffentlichung: April 1995 B-Seite von Have You Ever Really Loved a Woman              |                                                                                      |
| 1996 | The Only Thing That Looks Good on Me Is You 18 Til I Die     | DE44 (14 Wo.)DE | AT17 (10 Wo.)AT | CH5 (15 Wo.)CH | UK6 (10 Wo.)UK | US52 (12 Wo.)US | CA1 (21 Wo.)CA | Erstveröffentlichung: 7. Mai 1996                                                            |                                                                                      |
| 1996 | Let’s Make a Night to Remember 18 Til I Die                  | DE57 (14 Wo.)DE | AT34 (5 Wo.)AT | CH41 (3 Wo.)CH | UK10 (8 Wo.)UK | US24 (23 Wo.)US | CA1 (19 Wo.)CA | Erstveröffentlichung: 2. Juni 1996                                                           |                                                                                      |
| 1996 | 18 Til I Die                                                 | DE85 (4 Wo.)DE | — | — | UK22 (5 Wo.)UK | — | CA21 (17 Wo.)CA | Erstveröffentlichung: Juli 1996                                                              |                                                                                      |
| 1996 | I Finally Found Someone 18 Til I Die                         | DE53 (9 Wo.)DE | AT23 (12 Wo.)AT | CH17 (13 Wo.)CH | UK10 Silber · (12 Wo.)UK | US8 Gold · (20 Wo.)US | CA18 (13 Wo.)CA | Erstveröffentlichung: 11. November 1996 mit Barbra Streisand                                 |                                                                                      |
| 1996 | Star 18 Til I Die                                            | DE76 (8 Wo.)DE | — | — | UK13 (7 Wo.)UK | — | — | Erstveröffentlichung: 18. November 1996                                                      |                                                                                      |
| 1996 | Do to You 18 Til I Die                                       | — | — | — | — | — | CA6 (14 Wo.)CA | Erstveröffentlichung: November 1996                                                          |                                                                                      |
| 1997 | I’ll Always Be Right There 18 Til I Die                      | — | — | — | — | — | CA15 (19 Wo.)CA | Erstveröffentlichung: Januar 1997                                                            |                                                                                      |
| 1997 | Back to You MTV Unplugged                                    | DE62 (9 Wo.)DE | — | — | UK18 (9 Wo.)UK | — | CA1 (29 Wo.)CA | Erstveröffentlichung: 21. November 1997                                                      |                                                                                      |
| 1998 | I’m Ready MTV Unplugged                                      | DE66 (9 Wo.)DE | — | — | UK20 (5 Wo.)UK | — | CA11 (22 Wo.)CA | Erstveröffentlichung: März 1998                                                              |                                                                                      |
| 1998 | On a Day Like Today                                          | DE53 (8 Wo.)DE | AT32 (1 Wo.)AT | CH32 (5 Wo.)CH | UK13 (6 Wo.)UK | — | CA1 (29 Wo.)CA | Erstveröffentlichung: 21. September 1998                                                     |                                                                                      |
| 1998 | When You’re Gone On a Day Like Today                         | DE14 (20 Wo.)DE | AT14 (12 Wo.)AT | CH11 (15 Wo.)CH | UK3 ×2Doppelplatin · (21 Wo.)UK | — | CA5 (53 Wo.)CA | Erstveröffentlichung: 30. November 1998 feat. Melanie C                                      |                                                                                      |
| 1999 | Cloud #9 On a Day Like Today                                 | DE33 (10 Wo.)DE | AT13 (10 Wo.)AT | CH26 (16 Wo.)CH | UK6 Silber · (11 Wo.)UK | — | CA7 (39 Wo.)CA | Erstveröffentlichung: 10. Mai 1999                                                           |                                                                                      |
| 1999 | The Best of Me                                               | DE65 (9 Wo.)DE | AT37 (3 Wo.)AT | CH31 (16 Wo.)CH | UK47 (4 Wo.)UK | — | CA10 (31 Wo.)CA | Erstveröffentlichung: Oktober 1999                                                           |                                                                                      |
| 2000 | Inside Out The Best of Me                                    | DE66 (9 Wo.)DE | — | CH53 (3 Wo.)CH | — | — | — | Erstveröffentlichung: 26. Juni 2000                                                          |                                                                                      |
| 2002 | Here I Am Spirit – Stallion of the Cimarron OST              | DE17 (17 Wo.)DE | AT12 (19 Wo.)AT | CH24 (31 Wo.)CH | UK5 (8 Wo.)UK | — | — | Erstveröffentlichung: Juni 2002                                                              |                                                                                      |
| 2004 | Open Road Room Service                                       | DE23 (9 Wo.)DE | AT35 (7 Wo.)AT | CH17 (10 Wo.)CH | UK21 (4 Wo.)UK | — | — | Erstveröffentlichung: 13. September 2004                                                     |                                                                                      |
| 2004 | Flying Room Service                                          | DE68 (8 Wo.)DE | — | CH51 (10 Wo.)CH | UK39 (2 Wo.)UK | — | — | Erstveröffentlichung: November 2004                                                          |                                                                                      |
| 2005 | Room Service                                                 | DE74 (1 Wo.)DE | — | — | — | — | — | Erstveröffentlichung: 21. März 2005                                                          |                                                                                      |
| 2005 | So Far So Good Anthology                                     | — | — | — | — | — | — | Erstveröffentlichung: 11. Oktober 2005                                                       |                                                                                      |
| 2008 | I Thought I’d Seen Everything 11                             | DE55 (4 Wo.)DE | AT41 (4 Wo.)AT | CH52 (3 Wo.)CH | — | — | CA47 a (20 Wo.)CA | Erstveröffentlichung: 7. März 2008                                                           |                                                                                      |
| 2008 | Tonight We Have the Stars 11                                 | — | — | — | — | — | — | Erstveröffentlichung: 6. Juni 2008                                                           |                                                                                      |
| 2008 | She’s Got a Way 11                                           | — | — | — | — | — | — | Erstveröffentlichung: 27. Oktober 2008                                                       |                                                                                      |
| 2010 | One World, One Flame –                                       | DE44 (4 Wo.)DE | AT70 (1 Wo.)AT | — | — | — | — | Erstveröffentlichung: 12. Februar 2010 offizieller Song zu den 21. Olympischen Winterspielen |                                                                                      |
| 2010 | You’ve Been a Friend to Me Bare Bones                        | — | — | — | — | — | — | Erstveröffentlichung: 16. April 2010                                                         |                                                                                      |
| 2011 | Alberta Bound –                                              | — | — | — | — | — | CA100 a (1 Wo.)CA | Erstveröffentlichung: 11. Januar 2011                                                        |                                                                                      |
| 2015 | You Belong to Me Get Up                                      | — | — | — | — | — | — | Erstveröffentlichung: 10. August 2015                                                        |                                                                                      |
| 2015 | Brand New Day Get Up                                         | — | — | — | — | — | — | Erstveröffentlichung: 7. September 2015                                                      |                                                                                      |
| 2017 | Please Stay Ultimate                                         | — | — | — | — | — | — | Erstveröffentlichung: 13. November 2017                                                      |                                                                                      |
| 2019 | Shine a Light                                                | — | — | — | — | — | — | Erstveröffentlichung: 17. Januar 2019                                                        |                                                                                      |
| 2019 | That’s How Strong Our Love Is Shine a Light                  | — | — | — | — | — | — | Erstveröffentlichung: 15. Februar 2019 feat. Jennifer Lopez                                  |                                                                                      |
| 2021 | So Happy It Hurts                                            | — | — | CH85 (1 Wo.)CH | — | — | — | Erstveröffentlichung: 11. Oktober 2021                                                       |                                                                                      |
| 2021 | On The Road So Happy It Hurts                                | — | — | — | — | — | — | Erstveröffentlichung: 8. Dezember 2021                                                       |                                                                                      |
| 2021 | Kick Ass So Happy It Hurts                                   | — | — | — | — | — | — | Erstveröffentlichung: 9. Dezember 2021                                                       |                                                                                      |
| 2022 | Never Gonna Rain So Happy It Hurts                           | — | — | — | — | — | — | Erstveröffentlichung: 25. Januar 2022                                                        |                                                                                      |
| 2025 | Roll With the Punches –                                      | — | — | — | — | — | — | Erstveröffentlichung: 7. Februar 2025                                                        |                                                                                      |
| 2025 | Make Up Your Mind –                                          | — | — | — | — | — | — | Erstveröffentlichung: 6. März 2025                                                           |                                                                                      |
| 2025 | Never Ever Let You Go –                                      | — | — | — | — | — | — | Erstveröffentlichung: 9. Mai 2025                                                            |                                                                                      |
| 2025 | A Little More Understanding –                                | — | — | — | — | — | — | Erstveröffentlichung: 16. Juli 2025                                                          |                                                                                      |

### Als Gastmusiker
| Jahr | Titel Album                                   | Höchstplatzierung, Gesamtwochen, AuszeichnungChartplatzierungen (Jahr, Titel, Album, Platzierungen, Wochen, Auszeichnungen, Anmerkungen) | Höchstplatzierung, Gesamtwochen, AuszeichnungChartplatzierungen (Jahr, Titel, Album, Platzierungen, Wochen, Auszeichnungen, Anmerkungen) | Höchstplatzierung, Gesamtwochen, AuszeichnungChartplatzierungen (Jahr, Titel, Album, Platzierungen, Wochen, Auszeichnungen, Anmerkungen) | Höchstplatzierung, Gesamtwochen, AuszeichnungChartplatzierungen (Jahr, Titel, Album, Platzierungen, Wochen, Auszeichnungen, Anmerkungen) | Höchstplatzierung, Gesamtwochen, AuszeichnungChartplatzierungen (Jahr, Titel, Album, Platzierungen, Wochen, Auszeichnungen, Anmerkungen) | Höchstplatzierung, Gesamtwochen, AuszeichnungChartplatzierungen (Jahr, Titel, Album, Platzierungen, Wochen, Auszeichnungen, Anmerkungen) | Anmerkungen                                                              |
| Jahr | Titel Album                                   | DE | AT | CH | UK | US | CA | Anmerkungen                                                              |
| ---- | --------------------------------------------- | --- | --- | --- | --- | --- | --- | ------------------------------------------------------------------------ |
| 1995 | Rock Steady Road Tested                       | — | — | — | UK50 (2 Wo.)UK | US73 (4 Wo.)US | CA12 (18 Wo.)CA | Erstveröffentlichung: 30. Oktober 1995 Bonnie Raitt feat. Bryan Adams    |
| 2000 | Don’t Give Up Behind The Sun / The Best of Me | DE24 (9 Wo.)DE | — | CH42 (15 Wo.)CH | UK1 Gold · (14 Wo.)UK | — | — | Erstveröffentlichung: 6. März 2000 Chicane feat. Bryan Adams             |
| 2012 | Tonight in Babylon –                          | — | — | — | — | — | — | Erstveröffentlichung: 19. Februar 2012 Loverush UK feat. Bryan Adams     |
| 2013 | After All To Be Loved                         | — | — | — | — | — | — | Erstveröffentlichung: 27. September 2013 Michael Bublé feat. Bryan Adams |

## Videoalben
| Jahr | Titel                                            | Höchstplatzierung, Gesamtwochen, AuszeichnungChartplatzierungen (Jahr, Titel, Platzierungen, Wochen, Auszeichnungen, Anmerkungen) | Höchstplatzierung, Gesamtwochen, AuszeichnungChartplatzierungen (Jahr, Titel, Platzierungen, Wochen, Auszeichnungen, Anmerkungen) | Höchstplatzierung, Gesamtwochen, AuszeichnungChartplatzierungen (Jahr, Titel, Platzierungen, Wochen, Auszeichnungen, Anmerkungen) | Höchstplatzierung, Gesamtwochen, AuszeichnungChartplatzierungen (Jahr, Titel, Platzierungen, Wochen, Auszeichnungen, Anmerkungen) | Höchstplatzierung, Gesamtwochen, AuszeichnungChartplatzierungen (Jahr, Titel, Platzierungen, Wochen, Auszeichnungen, Anmerkungen) | Höchstplatzierung, Gesamtwochen, AuszeichnungChartplatzierungen (Jahr, Titel, Platzierungen, Wochen, Auszeichnungen, Anmerkungen) | Anmerkungen                                   |
| Jahr | Titel                                            | DE | AT | CH | UK | US | CA | Anmerkungen                                   |
| ---- | ------------------------------------------------ | --- | --- | --- | --- | --- | --- | --------------------------------------------- |
| 1984 | Reckless                                         | — | — | — | — | — | — | Erstveröffentlichung: 1984                    |
| 1992 | Waking Up the Neighbours                         | — | — | — | — | — | — | Erstveröffentlichung: 1992                    |
| 1994 | So Far So Good (and More)                        | — | — | — | UK1 Gold · (64 Wo.)UK | US15 (24 Wo.)US | — | Erstveröffentlichung: 1994 Verkäufe: + 25.000 |
| 1997 | MTV Unplugged                                    | — | — | — | UK12 Gold · (12 Wo.)UK | — | — | Erstveröffentlichung: 1997 Verkäufe: + 25.000 |
| 2000 | Live at the Budokan                              | — | — | — | UK23 (3 Wo.)UK | — | — | Erstveröffentlichung: 2000                    |
| 2001 | Live at Slane Castle                             | — | — | — | UK8 Gold · (52 Wo.)UK | — | — | Erstveröffentlichung: 2001 Verkäufe: + 40.000 |
| 2005 | Live in Lisbon                                   | — | — | — | UK28 (4 Wo.)UK | — | — | Erstveröffentlichung: 2005                    |
| 2013 | The Bare Bones Tour – Live at Sydney Opera House | — | — | CH3 (3 Wo.)CH | UK11 (7 Wo.)UK | — | — | Erstveröffentlichung: 2013 Verkäufe: + 8.000  |
| 2016 | Wembley 1996: Live                               | — | — | — | UK1 (14 Wo.)UK | US13 (2 Wo.)US | — | Erstveröffentlichung: 2016                    |

## Boxsets
| Jahr | Titel Musiklabel                                          | Höchstplatzierung, Gesamtwochen, AuszeichnungChartplatzierungen (Jahr, Titel, Musiklabel, Platzierungen, Wochen, Auszeichnungen, Anmerkungen) | Höchstplatzierung, Gesamtwochen, AuszeichnungChartplatzierungen (Jahr, Titel, Musiklabel, Platzierungen, Wochen, Auszeichnungen, Anmerkungen) | Höchstplatzierung, Gesamtwochen, AuszeichnungChartplatzierungen (Jahr, Titel, Musiklabel, Platzierungen, Wochen, Auszeichnungen, Anmerkungen) | Höchstplatzierung, Gesamtwochen, AuszeichnungChartplatzierungen (Jahr, Titel, Musiklabel, Platzierungen, Wochen, Auszeichnungen, Anmerkungen) | Höchstplatzierung, Gesamtwochen, AuszeichnungChartplatzierungen (Jahr, Titel, Musiklabel, Platzierungen, Wochen, Auszeichnungen, Anmerkungen) | Höchstplatzierung, Gesamtwochen, AuszeichnungChartplatzierungen (Jahr, Titel, Musiklabel, Platzierungen, Wochen, Auszeichnungen, Anmerkungen) | Anmerkungen                            |
| Jahr | Titel Musiklabel                                          | DE | AT | CH | UK | US | CA | Anmerkungen                            |
| ---- | --------------------------------------------------------- | --- | --- | --- | --- | --- | --- | -------------------------------------- |
| 2023 | Live at the Royal Albert Hall BMG Rights Management (BMG) | DE20 (1 Wo.)DE | AT53 (1 Wo.)AT | CH26 (1 Wo.)CH | — | — | — | Erstveröffentlichung: 8. Dezember 2023 |

## Promoveröffentlichungen
| Jahr | Titel Album                                         | Anmerkungen                                    |
| ---- | --------------------------------------------------- | ---------------------------------------------- |
| 2005 | This Side of Paradise Room Service                  | Erstveröffentlichung: 2005                     |
| 2005 | Why Do You Have to Be So Hard to Love? Room Service | Erstveröffentlichung: 2005                     |
| 2005 | When You’re Gone –                                  | Erstveröffentlichung: 2005 mit Pamela Anderson |
| 2014 | She Knows Me Tracks of My Years                     | Erstveröffentlichung: 2014                     |

## Sonderveröffentlichungen

### Kompilationen
| Jahr | Titel Musiklabel               | Anmerkungen |
| ---- | ------------------------------ | --- |
| 1988 | Hits on Fire A&M Records (A&M) | Erstveröffentlichung: 21. Januar 1988 Doppel-CD: Into the Fire (CD 1), Best of (inkl. „Diana“, CD2); mit Kalender; nur in Japan erschienen; Teil der Reihe Audio Master Plus Series |

### Videoalben
| Jahr | Titel Musiklabel                       | Anmerkungen                                           |
| ---- | -------------------------------------- | ----------------------------------------------------- |
| 2003 | Waking Up the World Tour – Canada 1992 | Erstveröffentlichung: 2003 nur für Fanclub-Mitglieder |

## Statistik

### Chartauswertung
|                     | DE     | AT     | CH     | UK     | US     | CA     |
| ------------------- | ------ | ------ | ------ | ------ | ------ | ------ |
| Nummer-eins-Alben   | DE3DE  | AT2AT  | CH5CH  | UK3UK  | US1US  | CA5CA  |
| Top-10-Alben        | DE14DE | AT13AT | CH16CH | UK11UK | US5US  | CA16CA |
| Alben in den Charts | DE22DE | AT18AT | CH21CH | UK21UK | US15US | CA21CA |

|                       | DE     | AT     | CH     | UK     | US     | CA     |
| --------------------- | ------ | ------ | ------ | ------ | ------ | ------ |
| Nummer-eins-Singles   | DE2DE  | AT3AT  | CH3CH  | UK2UK  | US4US  | CA10CA |
| Top-10-Singles        | DE4DE  | AT4AT  | CH6CH  | UK13UK | US11US | CA18CA |
| Singles in den Charts | DE30DE | AT19AT | CH24CH | UK37UK | US26US | CA45CA |

|                          | DE    | AT    | CH    | UK    | US    | CA    |
| ------------------------ | ----- | ----- | ----- | ----- | ----- | ----- |
| Nummer-eins-Videoalben   | DE—DE | AT—AT | CH—CH | UK2UK | US—US | CA—CA |
| Top-10-Videoalben        | DE—DE | AT—AT | CH1CH | UK3UK | US—US | CA—CA |
| Videoalben in den Charts | DE—DE | AT—AT | CH1CH | UK7UK | US2US | CA—CA |

### Auszeichnungen für Musikverkäufe
| Land/RegionAuszeichnungen für Musikverkäufe (Land/Region, Auszeichnungen, Verkäufe, Quellen) | Silber       | Gold         | Platin         | Diamant     | Verkäufe     | Quellen                                                     |
| -------------------------------------------------------------------------------------------- | ------------ | ------------ | -------------- | ----------- | ------------ | ----------------------------------------------------------- |
| Argentinien (CAPIF)                                                                          | —            | 2× Gold2     | —              | —           | 60.000       | capif.org.ar (Memento vom 6. Juli 2011 im Internet Archive) |
| Australien (ARIA)                                                                            | —            | 3× Gold3     | 41× Platin41   | —           | 2.955.000    | aria.com.au                                                 |
| Belgien (BRMA)                                                                               | —            | 5× Gold5     | 9× Platin9     | —           | 575.000      | ultratop.be                                                 |
| Brasilien (PMB)                                                                              | —            | Gold1        | 4× Platin4     | —           | 340.000      | pro-musicabr.org.br                                         |
| Dänemark (IFPI)                                                                              | —            | 7× Gold7     | 7× Platin7     | —           | 680.000      | ifpi.dk                                                     |
| Deutschland (BVMI)                                                                           | —            | 12× Gold12   | 5× Platin5     | —           | 5.100.000    | musikindustrie.de                                           |
| Europa (IFPI)                                                                                | —            | —            | 12× Platin12   | —           | (12.000.000) | ifpi.org (Memento vom 1. Januar 2014 im Internet Archive)   |
| Finnland (IFPI)                                                                              | —            | Gold1        | 2× Platin2     | —           | 183.444      | ifpi.fi                                                     |
| Frankreich (SNEP)                                                                            | Silber1      | 3× Gold3     | Platin1        | —           | 675.000      | infodisc.fr snepmusique.com                                 |
| Italien (FIMI)                                                                               | —            | 3× Gold3     | 2× Platin2     | —           | 310.000      | fimi.it                                                     |
| Japan (RIAJ)                                                                                 | —            | 5× Gold5     | Platin1        | —           | 650.000      | riaj.or.jp                                                  |
| Kanada (MC)                                                                                  | —            | 10× Gold10   | 29× Platin29   | 2× Diamant2 | 5.434.000    | musiccanada.com                                             |
| Mexiko (AMPROFON)                                                                            | —            | 2× Gold2     | —              | —           | 200.000      | Einzelnachweise                                             |
| Neuseeland (RMNZ)                                                                            | —            | 8× Gold8     | 29× Platin29   | —           | 600.000      | aotearoamusiccharts.co.nz NZ2                               |
| Niederlande (NVPI)                                                                           | —            | —            | 5× Platin5     | —           | 500.000      | nvpi.nl                                                     |
| Norwegen (IFPI)                                                                              | —            | 3× Gold3     | 3× Platin3     | —           | 170.000      | ifpi.no (Memento vom 5. November 2012 im Internet Archive)  |
| Österreich (IFPI)                                                                            | —            | 8× Gold8     | 4× Platin4     | —           | 400.000      | ifpi.at                                                     |
| Polen (ZPAV)                                                                                 | —            | Gold1        | Platin1        | —           | 110.000      | Einzelnachweise                                             |
| Portugal (AFP)                                                                               | Silber1      | Gold1        | 10× Platin10   | —           | 304.000      | Einzelnachweise                                             |
| Schweden (IFPI)                                                                              | —            | 4× Gold4     | 4× Platin4     | —           | 465.000      | sverigetopplistan.se                                        |
| Schweiz (IFPI)                                                                               | —            | 5× Gold5     | 14× Platin14   | —           | 755.000      | hitparade.ch                                                |
| Spanien (Promusicae)                                                                         | —            | 4× Gold4     | 6× Platin6     | —           | 560.000      | elportaldemusica.es ES2 ES3                                 |
| Vereinigte Staaten (RIAA)                                                                    | —            | 4× Gold4     | 21× Platin21   | —           | 24.100.000   | riaa.com                                                    |
| Vereinigtes Königreich (BPI)                                                                 | 8× Silber8   | 10× Gold10   | 29× Platin29   | —           | 15.485.000   | bpi.co.uk                                                   |
| Insgesamt                                                                                    | 10× Silber10 | 102× Gold102 | 239× Platin239 | 2× Diamant2 |              |                                                             |